# Simone Renth-Queins
Simone Renth-Queins (* 25. März 1973 in Ingelheim am Rhein) aus dem Weinanbaugebiet Rheinhessen wurde im September 1999 in Neustadt an der Weinstraße als Nachfolgerin von Susanne Völker aus Oppenheim zur 51. Deutschen Weinkönigin gewählt.

## Ausbildung
Simone Renth wuchs in Schwabenheim an der Selz auf, wo ihre Eltern ein Weingut mit Straußwirtschaft bewirtschaften. Von 1989 bis 1992 absolvierte sie eine Ausbildung zur Winzerin, an die sich der Besuch der Fachoberschule anschloss. Danach begann sie ein Studium für Weinbau und Oenologie an der Fachhochschule Geisenheim (heute Hochschule Geisenheim), das sie mit dem Erwerb des akademischen Grades Diplom-Ingenieur (FH) abschloss. Nach dem Studium absolvierte sie ein halbjähriges Praktikum in der Bodega Bellavista (heute Vicente Aresti) in Chile.

## Zeit als Weinkönigin
Ab September 1998 war sie Gebietsweinkönigin in Rheinhessen, bis sie im September 1999 zur 51. Deutschen Weinkönigin gewählt wurde.

## Weiterer Lebensweg
Neben der Mitarbeit im elterlichen Weingut war Renth als Ringberaterin für den Weinring Osthofen sowie von 2000 bis 2003 als Beraterin von „Wein vom Roten Hang“ in Nierstein tätig. Freiberuflich, als selbständige Beraterin plant und moderiert sie Weinmoderationen, Projekte und Seminare. Unter anderem für das Deutsche Weininstitut und das Kompetenzzentrum Weinmarkt und Weinmarketing Rheinland-Pfalz am DLR Rheinhessen-Nahe-Hunsrück und Rheinhessenwein e. V durch. Von 2001 bis 2016 war Renth-Queins Vorstandsmitglied im Bund Deutscher Oenologen. Als Verkosterin nimmt sie bei diversen Verkostungen teil, wie z. B. für den Meininger Verlag, Mundus Vini, Zeitschrift Vinum, Best of Riesling.
2009 moderierte sie für das SWR Fernsehen die Weinsendung „Weinsucher“. Von 2014 bis 2015 hatte Renth-Queins einen Lehrauftrag an der Hochschule Geisenheim. In der Vor- und Nachbereitung der Kandidatinnen für die Wahl zur Deutschen Weinkönigin war sie für den Weinfonds aktiv. Seit der Ausbildung zum zertifizierten LifeTrustCoach® (EASC - European Association for Supervision and Coaching in Europe) begleitet sie Menschen zum Thema Persönlichkeitsentwicklung und Kommunikation.